# Bregenzer Ach
Le Bregenzer Ach est la principale rivière du massif de la Bregenzerwald, dans le land du Vorarlberg à l'ouest de l'Autriche. Elle est un affluent du Rhin par l'intermédiaire du lac de Constance qu'elle rejoint dans sa partie principale, l'Obersee.

## Parcours
Le Bregenzer Ach prend sa source dans le massif de Lechquellen. Il atteint les contreforts sud-ouest des Alpes d'Allgäu à Schröcken. Il ne longe pas en permanence le massif : entre Au et le débouché du Subersach, il coule à travers le massif du Bregenzerwald. Il apparaît le caractère problématique inhérent à la division des Alpes en massifs distincts, avant tout orienté aux besoins des touristes et des alpinistes. Le relief montagneux situé sur la rive droite du Bregenzer Ache comme le Winterstaude ou le Hirschberg n'appartiennent de ce fait pas aux Alpes d'Allgäu. Ainsi le massif fait exception indirectement ici au Bregenzerwald au principe le plus souvent appliqué que les vallées profondes doivent former leurs limites.
Le premier affluent rencontré par le Bregenzer Ache provenant des Alpes d'Allgäu est le Subersach. Il prend sa source dans le Hochgerach, le plateau à proximité du Hoher Ifen. Dès Schönenbach et jusqu'à son débouché, il forme la frontière entre les deux massifs. Il s'enfonce dans des gorges en forme de canyon absentes de toute route et voiture. À Sibratsgfäll se jette le Ru qui s'écoule dans la vallée au nord du Hoher Ifen et des parois du Gottesacker.
L'affluent de rive droite suivant est le Weissach. Il prend sa source dans la zone des molasses des Alpes d'Allgäu, dans la vallée entre le chaînon de Nagelfluh et les crêtes de Prodel, coule à la station de Hochgratbahn et s'enfonce alors dans la roche. À Steibis se trouvent les cascades Buchenegg qui forment des chutes d'eau ravissantes. En aval d'Oberstaufen, le ruisseau forme les chutes d'Eibel.
Le Weissach a un affluent important, le Bolgenach. Il coule depuis l'est du col du Riedberg en passant par Balderschwang avant de quitter la Bavière pour le Vorarlberg. Il est considéré dans cette région d'Allemagne comme un des ruisseaux les plus naturels dans des roches à base de flysch et de craie. Il s'enfonce également dans son cours inférieur dans une forme de canyon avant de se jeter dans le Weissach.
Le dernier affluent considérable se jetant dans le Bregenzer Ache et le Rotach. Il prend sa source dans la région entre Sulzberg-Höhenrücken au sud et le Pfänderrücken au nord.